# PAN
PAN je skraćenica za Personal Area Network ili slobodno prevedeno osobna računalna mreža koja služi za spajanje raznoraznih uređaja: računala, digitalnog asistenta, mobilnih telefona i ostalih uređaja koja se mogu naći u neposrednoj blizini neke osobe.  Svi ti uređaji ne moraju biti u izričitom vlasništvu dotične osobe. Doseg PAN-a je obično se mjeri u nekoliko metara, a komunikacija se moze odvijati između samih uređaja ("interpersonalna komunikacija"), s brzim mrežama i Internetom.
Žičane PAN se mogu tvoriti pomoću računalnih sabirnica kao što su USB i Firewire. Bežične PAN se mogu tvoriti tehnologijama kao što su IRDA i Bluetooth.